# Life hack
Thuật ngữ tiếng Anh: life hack, hay theo tiếng Việt mẹo vặt (tip), trò khéo léo (trick), đường tắt (shortcut) là những cách thức, kỹ năng sáng tạo (creative), khôn ngoan (wise) được nghĩ ra để đơn giản hóa (simplify), rút ngắn (shorten) hoặc giải quyết một cách hiệu quả (effective) hơn nhằm đạt năng suất (productivity), hiệu suất (efficiency) hơn trong những công việc, vấn đề từ dễ đến khó trên suốt đường đời giúp cuộc sống trở nên dễ dàng, thú vị hơn.

## Lịch sử
Định nghĩa ban đầu của thuật ngữ "hack" là "cắt/loại bỏ một thứ gì đó, thường với những cú đánh thô bạo hoặc nặng nề" (to cut something off, usually with rough or heavy blows). Trong tiếng bản xứ (vernacular) hiện đại, nó thường được sử dụng để mô tả một giải pháp không thanh nhã, không lịch sự (inelegant) nhưng hiệu quả, hay giải pháp chắp vá (kludge, patchwork), cho một vấn đề điện toán cụ thể, chẳng hạn như tập lệnh shell (shell scripts) nhanh và bẩn, và các tiện ích dòng lệnh (command line) khác được lọc, luồng dữ liệu được xử lý và nén (munged) như nguồn cấp dữ liệu e-mail và RSS. Thuật ngữ này sau đó được mở rộng thành "life hack", liên quan đến giải pháp cho một vấn đề không liên quan đến các máy tính có thể xảy ra trong cuộc sống hàng ngày của một lập trình viên. Ví dụ về các loại hack cuộc sống này có thể bao gồm các tiện ích để đồng bộ hóa các tệp, theo dõi tác vụ, nhắc nhở chính mình về các sự kiện hoặc lọc e-mail.
Thuật ngữ "life hack" được đặt ra vào năm 2004 trong Hội nghị Công nghệ Mới Nổi O'Reilly Media tại San Diego, California của nhà báo công nghệ Danny O'Brien để mô tả các ngôn ngữ lập trình kịch bản "đáng xấu hổ" (embarrassing) và các phím tắt mà các chuyên gia CNTT năng suất (productive) sử dụng để hoàn thành công việc của họ. O'Brien và blogger Merlin Mann sau đó đã trình bày một phiên có tên là "Life Hacks Live" tại Hội nghị Công nghệ Mới Nổi O'Reilly 2005. Cả hai cũng đồng tác giả một cột có tựa đề "Life Hacks" cho tạp chí Make của O'Reilly ra mắt vào tháng 2 năm 2005.
Hội Ngôn ngữ Hoa Kỳ (American Dialect Society) đã bình chọn lifehack (một từ) là á quân (runner-up) cho "từ hữu ích nhất năm 2005" sau podcast. Từ này cũng được thêm vào từ điển Oxford trực tuyến vào tháng 6 năm 2011.

## Các kênh
Xu hướng gần đây của YouTube đã hiển thị các kênh lan truyền (viral), ví dụ '5-Minute Crafts' (thủ công 5 phút), tải lên video tổng hợp thể hiện "life hack", mặc dù việc sử dụng thuật ngữ này có thể gây tranh cãi và họ đã bị chỉ trích bởi những Youtuber khác, những người đã nhận xét về điều đó là không thực tế và đôi khi vô lý.